# Johann Goercke

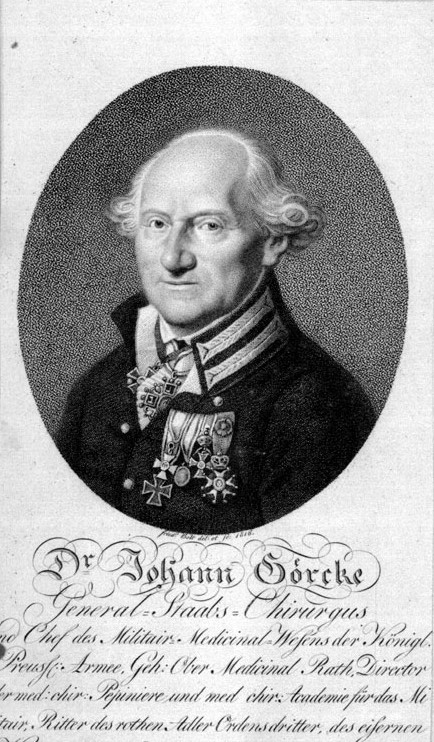
Johann Goercke, General-Chirurg – Kupferstich aus 1816 von Johann Friedrich Bolt (1769–1836)

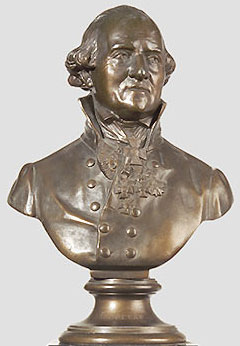
Büste des Johann Goercke (Hersteller: R. Bellan u. Co., Berlin, 19. Jh.)

Johann Friedrich Goercke, auch Gehrcke und Johannes Goercke genannt (* 3. Mai 1750 in Sorquitten, Landkreis Sensburg, Ostpreußen; † 30. Juni 1822 in Sanssouci bei Potsdam, Brandenburg) war ein deutscher Mediziner, Geheimer Obermedizinalrat, königlich preußischer Militärarzt, Chirurg und Fachbuchautor. Er war Leibarzt Friedrichs des Großen sowie Gründer und Rektor der Militärarzt-Akademie Pépinière in Berlin.

## Leben
Sein Vater Johann Friedrich G(o)ehrcke (1713–1758) war Pfarrer in Sorquitten, seine Mutter Anna Elisabeth Apfelbaum († 1787) war die Tochter des Weißgerbers Michael Apfelbaum. Er war seit 1799 mit Wilhelmine Lehmann verheiratet; die Ehe blieb ohne Kinder.
Er kam zu seinem Onkel, dem Regimentschirurgen Apfelbaum in Tilsit. Dort lernte er das Handwerk und wurde aber auch sprachlich und wissenschaftlich weitergebildet. Nach dem Tod seines Onkels ging er zum Regimentschirurgen Karl Philipp Gerlach in Königsberg (Dragoner-Regiment Nr. 6). 1767 wurde er Kompaniechirurg und hörte gleichzeitig Vorlesungen an der Universität. 1774 wurde er zur Leibkompanie des Königs nach Potsdam versetzt. Dort war er nicht nur Gast im Anatomischen Theater, sondern organisierte auch die regelmäßige Weiterbildung seiner Kollegen und stiftete eine chirurgische Bibliothek. 1784 wurde er zudem Pensionärchirurg des Invalidenhauses in Berlin.
Nachdem er sein Staatsexamen abgelegt hatte, machte er von 1787 bis 1789 eine Bildungsreise die ihn von Wien, Italien, Frankreich, England, Schottland und in die Niederlande führte. In seiner Abwesenheit wurde er 1788 zum Regimentschirurgen und 1789 zum Stellvertreter des Generalstabschirurgen Theden (1714–1797) ernannt. Als 1790 ein Krieg in Schlesien drohte, musste auch Goercke ins Feld. 1792 wurde er Mitdirektor des gesamten preußischen Feldlazarettwesens. Mit dem ersten Koalitionskrieg nahm er am Rheinfeldzug teil. Nach dem Tod Thedens 1797 wurde er Generalstabschirurg und war damit Chef des preußischen „Militair Medicinal Wesens“ und der Charité.
Seit 1793 hatte er bereits mehrere wichtige Neuerungen eingeführt, es gab seitdem das „Feldlazareth ambulant“ („wanderndes Feldlazarett“), das eine Aufnahmefähigkeit für 1000 Mann hatte; dazu kamen 1795 auch gefederte Krankenwagen, von denen Goerke erstmals 12 bei der preußischen Armee einführte.
Am 6. Juni 1795 schlug Goercke in einer Denkschrift die Gründung einer Ausbildungsstätte für Militärärzte vor. Nur wenige Wochen später, am 2. August 1795, wurde nach einer Kabinettsorder diese Schule zur Ausbildung von zunächst 50 Lazarettchirurgen unter dem Namen „(Chirurgische) Pépinière“ („Pflanzschule“) in der Berliner Georgenstraße gegründet, das 1818 in „(Medicinisch-chirurgisches) Friedrich-Wilhelms-Institut“ umbenannt wurde. Wegen des geplanten Baues des Bahnhofs Friedrichstraße (1878) wurde im Jahr 1872 der Umzug in die Scharnhorststraße notwendig.
Nach der Schlacht bei Preußisch Eylau im Jahr 1807 ließ Goercke drei Baracken-Lazarette in Königsberg errichten, in denen rund 18.000 verwundete Preußen, Russen und Franzosen Aufnahme fanden.
Im Zuge der Gründung der Friedrich-Wilhelms-Universität zu Berlin (16. August 1809; heute Humboldt-Universität) bewirkte Goercke die Gründung der „Medizinisch-chirurgischen Akademie für das Militär“, die er gemeinsam mit dem Dekan der Medizinischen Fakultät, Christoph Wilhelm Hufeland (1762–1836), leitete.
Beim Stiftungsfest der Pépinière im Jahr 1814 fanden Goercke und die Sanitätsoffiziere dankende Anerkennung durch den Feldmarschall Gebhard Leberecht von Blücher für ihren Einsatz auf dem Schlachtfeld und in den Lazaretten.
Seine letzten Jahre verlebte Goercke in der Dorotheenstraße 2. Nach 55 Dienstjahren „für König und Vaterland“ starb er am 30. Juni 1822 in Sanssouci und wurde in Bornstedt bei Potsdam begraben.

## Leistungen
Goercke war ein bedeutender Reorganisator des preußischen Militär-Sanitätswesens. Er fasste die handwerklich und auf Militärzwecke orientierte Chirurgie mit der eher unpraktisch orientierten akademischen Medizin zusammen.

## Mitgliedschaften
- Am 21. März 1795 wurde er mit dem akademischen Beinamen Nymphodorus V. zum Mitglied (Matrikel-Nr. 982) der Deutschen Akademie der Naturforscher Leopoldina gewählt.[5]
- Er war neben Carl Ferdinand Sigismund Boehm († 1828), Georg Heinrich Boehr, Ernst Ludwig Heim, Abraham Wall († 1805) und Georg Adolph Welper (1762–1842) Gründungsmitglied des am 15. Januar 1799 gegründeten Sechs-Ärzte-Vereins, der vermutlich in der 1810 gegründeten Medizinisch-chirurgischen Gesellschaft aufging. Im Mai 1801 kam Christoph Wilhelm Hufeland hinzu. Die Zusammenkünfte fanden jeweils in den Privatwohnungen der Ärzte statt.
- Akademie gemeinnütziger Wissenschaften zu Erfurt (1815)

## Orden und Ehrenzeichen
- Roter Adlerorden 3. Klasse
- Eisernes Kreuz
- weitere hohe Orden

## Ehrungen
- Im Jahr 1825 stifteten die Ärzte des preußischen Heeres eine zweiteilige Gedenktafel (124 cm breit und 102 cm bzw. 132 cm hoch), die in Berlin-Mitte an einem Denkmal in der Scharnhorststraße 36/37 – dem Sitz der von Goercke gegründeten Akademie – angebracht wurde. Diese Tafel wird heute im Märkischen Museum verwahrt.
- Dank einer Stiftung erinnert seit 1860 auf dem Friedhof seines ostpreußischen Geburtsortes Sorquitten ein Gedenkstein an den preußischen Generalstabsarzt Dr. Johann(es) Goercke. Wegen des starken Verfalls wurde der Gedenkstein 1913 erneuert.
- In Potsdam gibt es seit September 2004 in der Jäger-Vorstadt die Johann-Goercke-Allee
- Das Offizierheim der Sanitätsakademie der Bundeswehr ist nach ihm benannt.

## Schriften (Auswahl)
- Kurze Beschreibung der bey der Königl. preuß. Armee stattfindenden Krankentransportmittel für die auf dem Schlachtfelde schon Verwundeten. Nicolai, Berlin 1814.